# Escarabat florícola
L'escarabat florícola (Tropinota squalida) és una espècie de coleòpter polífag de la família dels escarabèids, subfamília dels cetonins. Es distribueix per Europa meridional, totes les illes de la Mediterrània occidental i nord d'Àfrica.

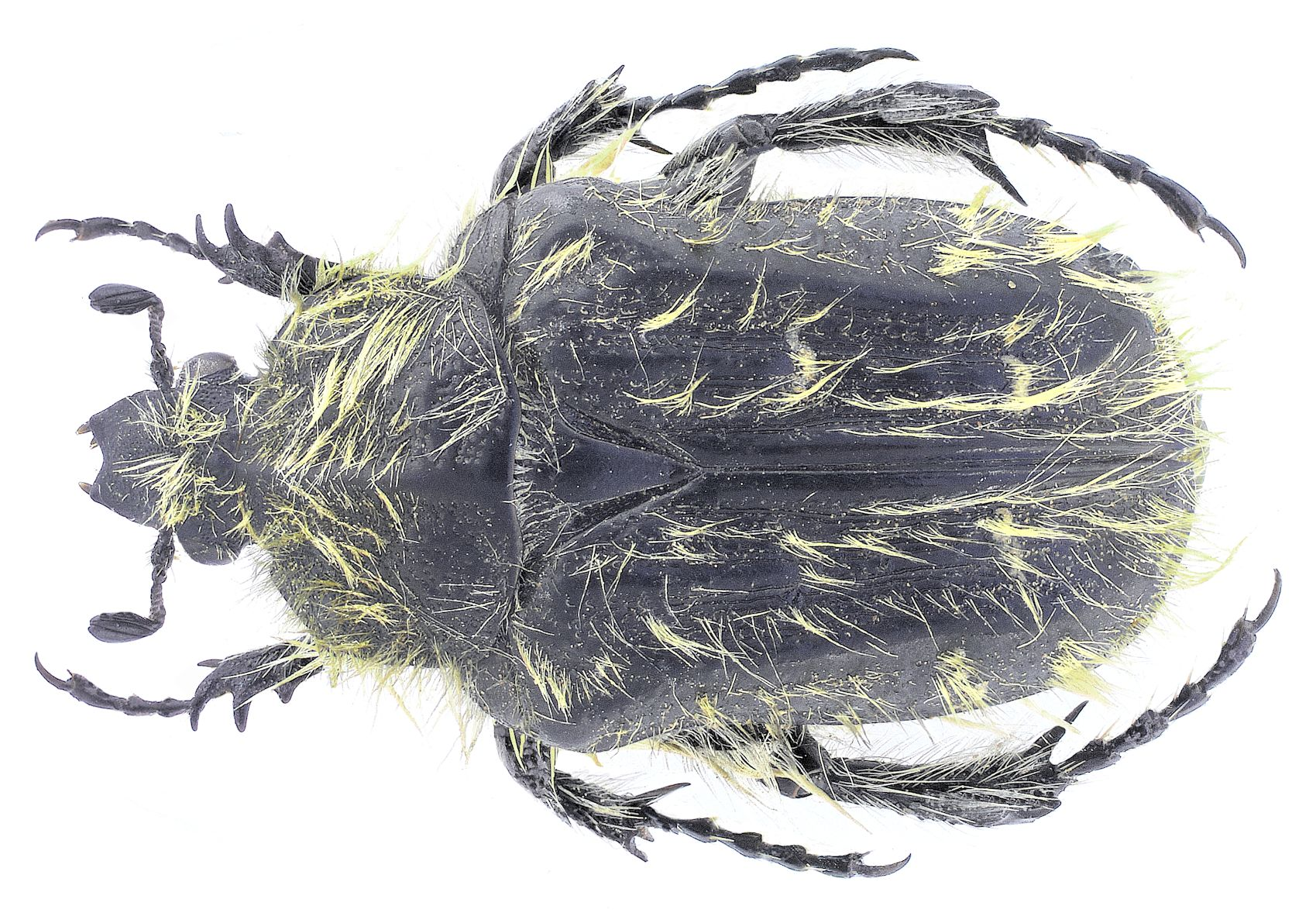
Tropinota squalida pilosa

## Descripció
És un escarabat de mida petita (8-12 mm), amb èlitres amb taques blanquinoses més o manco abundants. Al dors, el tegument és de color negre o marró molt fosc amb alguns reflexos verdosos; entapissat per una pilositat llarga i erecta de color grisós a ataronjat o groguenc.

## Fenologia
Presenta un màxim d'activitat clar en els mesos d'abril i maig. Fora del període comprés entre març i juny la seva aparició és ocasional.

## Biologia
És molt comú en els ecosistemes mediterranis, sobretot en àrees obertes, terrenys erms i cultius, on s'alimenta de nombroses espècies vegetals, amb preferència pel pol·len; a vegades arriba a perforar amb les maxil·les els capolls tancats de cistàcies i rosàcies per alimentar-se de les anteres encara immadures. Aquest comportament els ha dut a ser considerats com a plaga en algunes àrees determinades.